# Chloroclystis fragilis
Chloroclystis fragilis là một loài bướm đêm trong họ Geometridae.